# 马宁 (船舶工程专家)
马宁，上海交通大学教授。主要从事海洋波浪与船舶耐波性、波浪中失稳及其控制技术等方面的研究工作。入选中华人民共和国教育部第七批"长江学者"特聘教授，曾就读于清华大学。